# Edward Józefowicz

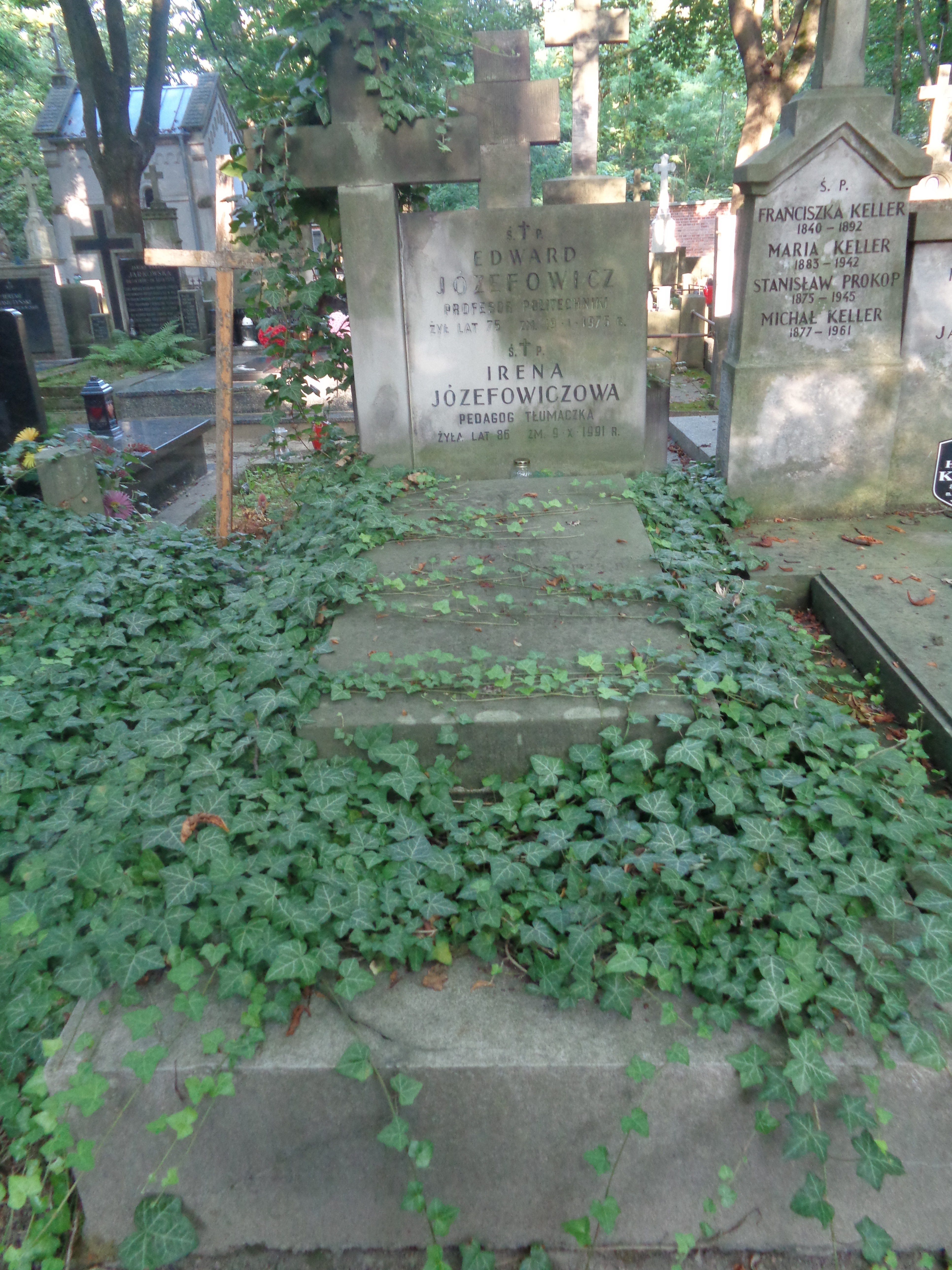
Nagrobek Edwarda Józefowicza na cmentarzu Powązkowskim w Warszawie

Edward Józefowicz (ur. 19 czerwca?/2 lipca 1900 w Żytomierzu, zm. 19 stycznia 1975 w Łodzi) – polski chemik, profesor chemii nieorganicznej Politechniki Łódzkiej od 1945 r., prezes Polskiego Towarzystwa Chemicznego w latach 1970-72.
Syn Ludwika i Julii z Wiercińskich. Absolwent V gimnazjum  w Petersburgu (1918) i Uniwersytetu Warszawskiego (1925). W latach 1918–1920 służył ochotniczo w wojsku polskim. W 1930 ożenił się z Ireną Świerczewską.
Edward Józefowicz był współtwórcą Wydziału Chemicznego Politechniki Łódzkiej, jego prodziekanem i kilkakrotnie dziekanem. Od 1945 roku był profesorem nadzwyczajnym, a od 1957 roku profesorem zwyczajnym.
Był autorem prac badawczych na temat rozpuszczalności ciał stałych w cieczach, a także z zakresu kinetyki chemicznej i równowagi fazowej. Autor podręcznika akademickiego do chemii nieorganicznej oraz licznych skryptów. Wypromował 19 doktorów.
Pochowany został na Cmentarzu Powązkowskim (kwatera 183-4-12).